# Dominkovits Péter
Dominkovits Péter (Győr, 1962. február 11. –) történész, levéltáros, Győr-Moson-Sopron Megye Soproni Levéltárának igazgatója.

## Élete
2009-ben védte meg a Szombathely privilegizált mezőváros gazdasága, társadalma a 17. században (1605/1606-1685) című értekezését.
2001-2009 között kiadta Győr város jegyzőkönyveinek 1600-1626 közötti többkötetes regesztrumát.

## Elismerései
- 2015 Pauler Gyula-díj
- 2022 Ünnepi tanulmányok Dominkovits Péter 60. születésnapjára. Sopron
- 2025 A Magyar Érdemrend lovagkeresztje

## Művei
- 1992 Móringlevelek Győr megyéből (Válogatás a megyében lakók, megyei birtokosok móringleveleiből 1731–1837). Győr.
- 1993 Szombathely város jegyzőkönyveinek regesztái (1606–1609). Szombathely. (tsz. Benczik Gyula)
- 1994 Szombathely város jegyzőkönyveinek regesztái (1610–1614). Szombathely.
- 1996 XVI. századi magyar nyelvű iratok Sopron vármegye levéltárából. Sopron.
- 1997 Szombathely város jegyzőkönyveinek regesztái (1615–1617). Szombathely.
- 2006 Egy nemzetek lévén... A Nyugat-Dunántúl Bocskai István 1605. évi hadjárata idején. Budapest.
- 2007 Egy gazdag városvezető, Lackner Kristóf polgármester javai (Végrendeletek, hagyatéki- és vagyonleltárak, osztályok 1591-1632). Sopron.
- 2012 Kontakti palatína Juraja Thurzu so stolicami Šopron a Vaš. In: Lengyel Tünde (ed.): Thurzovci a ich historický význam. Bratislava, 135-143.
- 2012 A mezővárosi írásbeliség egy dokumentuma a XVII. század elejéről: Gálházy Miklós mosoni bíró levele Sopron város magisztrátusához, 1608. Arrabona - Múzeumi Közlemények 50/1, 63-72.
- 2013 Győr város tanácsülési és bírósági jegyzőkönyveinek regesztái VIII. 1637–1641. Győr.
- 2013 Bethlen Gábor 1619–1621. évi hadjárata és Sopron. In: Ólmosi Zoltán (szerk.): Bethlen Gábor és kora. Budapest, 36-48. (tsz. H. Németh István)
- 2013 Borkereskedelem és háború – Sopron 1605. Adatok és kérdések egy forrás kapcsán. In: Muskovits Andrea (szerk.): Szőlő – bor – termelés – fogyasztás – társadalom. Borkultúra és társadalom visszatekintve a 21. századi Magyarországról. Budapest, 304-308.
- 2013 Nemesi házbirtoklás – háztulajdonos nemesek a 16. századi Sopronban. Adatok és kérdések. In: Szentesi Edit – Mentényi Klára – Simon Anna (szerk.): Kő kövön. Dávid Ferenc 73. születésnapjára I. kötet. Budapest, 225-229.
- 2013 Kishöflány község 1657. évi számadásáról. Soproni Szemle 67/3, 252-255.
- 2019 Szombathely mezőváros gazdaság- és társadalomtörténete a 17. században. Szombathely.